# Spanish Main

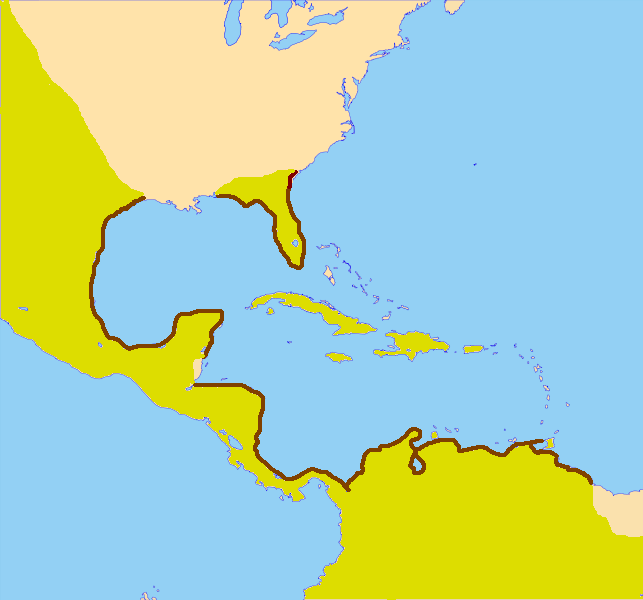
La línea en tono ocre demarca el Costa del territorio continental español. Las posesiones españolas en 1650 están resaltadas en amarillo.

En el contexto de la colonización española de América (1492-1898), el término inglés Spanish Main (o simplemente, el Main, diminutivo de mainland), es, originalmente, la traducción al inglés de Tierra Firme, territorio que figura en la Real Provisión de 30 de abril de 1492 otorgada a Cristóbal Colón y que más tarde —1498— será nombrado Reino de Tierra Firme.

## Extensión
Aunque en su sentido estricto se limita a la costa meridional del Caribe o la costa caribeña de América del Sur, con el tiempo, se extiende su uso para hacer referencia a las costas del territorio colonial que englobaba a las regiones y los virreinatos que comprendían lo que es hoy Florida, el litoral occidental del golfo de México en Texas y México, hasta Centroamérica y la costa norte de América del Sur. Se asocia así con las costas del Caribe desde Portobelo en el istmo de Panamá, pasando por Cartagena de Indias y Maracaibo hasta el delta del Orinoco en la costa de Venezuela, así como, más tarde, a las islas del mar Caribe, originalmente excluidas, siendo estas las «Islas» —las Antillas— mencionadas en la autorización de Colón. En 1810, la resolución judicial de un tribunal británico delimita, a efectos del seguro para un buque mercante, el Spanish Main a los puertos entre Veracruz (México) y la desembocadura del río Orinoco y excluye, expresamente, a las islas del mar Caribe.

## Piratería
En la zona proliferaban los piratas y corsarios —y más específicamente, los bucaneros y filibusteros— que, sobre todo durante los siglos XVI, XVII y XVIII, aprovechaban el paso de la flota de Indias (c. 1520-1776) y el Galeón de Manila (1565-1815), por unas rutas comerciales en las que, entre 1500 y 1820 se realizaron unos 17 000 viajes desde el Nuevo Mundo a España.
Hasta mediados del siglo XVI, sobre todo gracias a las buenas relaciones de los dos países debido al matrimonio entre María I de Inglaterra y el futuro Felipe II de España, mercantes ingleses navegaban con las flotas españolas hacía el Nuevo Mundo. Sin embargo, con la coronación de la reina protestante Isabel I de Inglaterra en 1559, las relaciones entre los dos países se ven rotas. 
En 1561, los constantes ataques a los barcos que transportaban oro y plata americana llevan a Felipe II a decretar el sistema de flotas y galeones para proteger las flotas. John Hawkins incluso llegó a ofrecer a la Corona de Castilla buques de escolta para proteger la flota contra los corsarios franceses de la zona, propuesta que fue rechazada. Incluso los primeros viajes de Hawkins al Nuevo Mundo fueron expediciones mercantiles, con patente de corso para vender esclavos en los puertos del Spanish Main.
Además del empeño de los piratas, la región fue sujeta a los intentos de colonización de Inglaterra, Francia y los Países Bajos y durante sucesivas guerras entre España y estos países, se libraron numerosas batallas navales en la zona, como la batalla de la Bahía de Matanzas (1628) en el marco de la guerra de los Ochenta Años en la que una escuadra neerlandesa perteneciente a la Compañía Neerlandesa de las Indias Orientales derrotó a la flota española y se hizo con un valioso botín que incluía a 177 537 libras de plata y 135 libras de oro.Esta fue la única vez en tres siglos que la actividad corsaria germánica consiguió adueñarse de un botín de la Flota de Indias.

## Francis Drake
En 1558, la reina Isabel, alarmada por la firma en secreto del Tratado de Joinville (31 de diciembre de 1584) entre Felipe II y la Liga Católica, mandó a sir Francis Drake, que ya había estado en la región en dos ocasiones anteriores, una de ellas con Hawkins, realizar un ataque preventivo al Spanish Main para cortarle la llegada de fondos a Felipe ante la guerra que se avecinaba. Tras tomar Santo Domingo y saquear Cartagena de Indias, ya de camino a casa, el 6 de junio de 1586, atacó la forataleza de San Agustín en Florida española.